# Solar (cantante)
Kim Yong-sun (hangul: 김용선; Gangseo-gu, Seúl, 21 de febrero de 1991), más conocida como Solar, es una cantante, compositora, bailarina y youtuber surcoreana. Es conocida por formar parte de Mamamoo, donde se desempeña como líder y vocalista principal.

## Biografía
Solar nació en Gangseo-gu, Seúl, Corea del Sur el 21 de febrero de 1991. Su familia está compuesta por sus padres y una hermana mayor llamada Yong-hee. En marzo de 2018, durante una aparición en el programa 1 vs. 100, Solar reveló que es tía del actor Kim Soo-ro. Se graduó de la universidad Hanyang Women's University.

## Carrera

### Predebut
Antes de la formación de Mamamoo, Solar audicionó para varios sellos discográficos cantando la canción «I Will Always Love You» de Whitney Houston antes de audicionar para RBW. El 8 de junio de 2013, cantó la canción «Wash Away» en el programa Music Bank con el dúo de hip hop surcoreano, Geeks. Al año siguiente, ella y Wheein, su compañera de grupo, interpretaron un cover de «No Cool I'm Sorry» del dúo UV.

### 2014-presente: Debut y actividades en solitario
Solar hizo su debut como integrante de Mamamoo en junio de 2014, convirtiéndose en la miembro mayor del grupo. El 23 de octubre de 2015, la cantante publicó su primer sencillo en solitario, «Lived Like a Fool (바보 처럼 살았 군요)» como parte de la serie Solar Emotion. El 11 de diciembre, lanzó un segundo sencillo, «Only Longing Grows (그리움 만 쌓이네)», el cual se incluyó en la misma serie. En junio de 2016, se convirtió en participante de We Got Married, junto a Eric Nam como su pareja. Al final del año, ganaron el premio como la «Mejor pareja» en los MBC Entertainment Awards. El 24 de abril de 2018, el miniálbum Solar Sensitivity Part.6, que incluía remakes de canciones populares coreanas. Del 27 al 29 de abril, realizó sus primeros conciertos de la serie Solar Emotion Concert Blossom en la Universidad Ewha Womans en Seúl y dos meses después se presentó en Busan. El 23 de abril de 2020, debutó oficialmente como solista con el lanzamiento de «Spit It Out». 
En marzo de 2022 lanzó el EP 容: Face.

## Discografía

### EPs
- 2018: Solar Emotion
- 2022: 容: Face
- 2024: Colours

### Álbumes sencillos
- 2020: Spit It Out
- 2024: Solar Emotion Part.7 (Limited Album)

## Filmografía

### Series
| Año  | Red        | Título        | Papel                     |
| ---- | ---------- | ------------- | ------------------------- |
| 2015 | MBC Every1 | Imaginary Cat | Jung Soo-(Episodio 2 y 5) |

### Espectáculos de variedades
| Año       | Red  | Título         | Notas                              |
| --------- | ---- | -------------- | ---------------------------------- |
| 2017-2018 | KBS2 | Battle Trip    | (Ep. 74-75) participó con Moonbyul |
| 2016      | MBC  | We Got Married | Episodios 316-348 con Eric Nam     |